# Claudia Terzi
Claudia Maria Terzi (Osio Sotto, 30 settembre 1974) è una politica italiana.

## Biografia
Nata a Osio Sotto (Bergamo), vive a Dalmine; è sposata e ha una figlia. Ha conseguito la laurea in giurisprudenza; di professione è avvocato.

### Attività politica
Esponente di spicco della Lega Nord bergamasca, dal 2004 al 2009 è stata consigliere comunale a Dalmine. Alle elezioni regionali in Lombardia del 2005 è candidata al Consiglio regionale, con la Lega Nord in provincia di Bergamo, ma non viene eletta. Alle elezioni amministrative del 2009 viene eletta sindaco di Dalmine per la coalizione di centro-destra.
Il 19 marzo 2013 viene nominata assessore regionale all'Ambiente in Lombardia nella nuova giunta di Roberto Maroni, dimettendosi contestualmente dalla carica di sindaco con un anno di anticipo rispetto alla scadenza naturale del mandato.
Alle elezioni politiche del 2018 viene eletta alla Camera dei Deputati, nelle liste della Lega nella circoscrizione Lombardia 1. Il 29 marzo 2018 viene nominata assessore regionale ai Trasporti nella neonata giunta regionale di Attilio Fontana, per tale ragione il 27 giugno 2018 si dimette per incompatibilità dalla carica di deputato; le subentra Luca Toccalini.